# Andirá
Andirá ist ein brasilianisches Munizip im Norden des Bundesstaats Paraná. Es hat 19.878 Einwohner (2022), die sich Andirenser nennen. Seine Fläche beträgt 236 km². Es liegt 482 Meter über dem Meeresspiegel.

## Etymologie
Andirá ist ein Tupi-Wort, das eine bestimmte Art von Fledermäusen bezeichnet.

## Geschichte

### Besiedlung
Das Dorf wurde 1927 auf dem Gebiet des Munizips Cambará gegründet. In jenem Jahr wurde mit dem Bau der Eisenbahnlinie São Paulo-Paraná auf den Ländereien von Bráulio Ferraz ein Bahnhof errichtet. Er erhielt den Namen Ingá, eine in der Region weit verbreitete Mimosenart. Die Eisenbahngesellschaft gehörte bis 1925 der Familie Barbosa Ferraz, die die Konzession für die Nutzung der Strecke zwischen Ourinhos und Guaíra innehatten.
Angesichts des Fortschritts, der mit der Ankunft der Eisenbahn in der Ortschaft eintrat, teilte Bráulio Barbosa Ferraz seinen Besitz in Parzellen von etwa fünf Alqueires (12 ha) auf. Er begann mit der Bildung eines städtischen Kerns, der denselben Namen wie der Bahnhof erhielt.
Mehrere Städte, die heute aufgrund von Standortfaktoren und der Fruchtbarkeit des Bodens wirtschaftliche Bedeutung haben, wurden auf Ländereien gegründet, die zunächst Major Antonio Barbosa Ferraz Junior und später seinen Söhnen Bráulio und Leovegildo gehörten. Mitten im Wald öffnete Bráulio einen Pfad, über den er in die Region gelangte und Andirá mit Cambará verband.
Der Unternehmungsgeist der Familie brachte die Region voran. Bráulio nahm aktiv am öffentlichen Leben teil, beteiligte sich an der Revolution von 1930, die Getúlio Vargas an die Macht brachte, und übte als Vertreter der Landwirte Verwaltungsfunktionen aus. Mit Dekret vom 7. Januar 1944 wurde Bráulio Barbosa Ferraz von Interventor Manoel Ribas zum Bürgermeister von Andirá ernannt.
Dem Pioniergeist der Familie verdanken mehrere Städte wie Cambará, Andirá, Cornélio Procópio, Leópolis, Sertaneja, Rancho Alegre, Ivaiporã, Jardim Alegre und São João do Ivaí ihre Gründung.

### Erhebung zum Munizip
Andirá wurde durch das Staatsgesetz Nr. 199 vom 30. Dezember 1943 aus Cambará ausgegliedert und in den Rang eines Munizips erhoben. Es wurde am 1. Januar 1947 als Munizip installiert.

## Geografie

### Fläche und Lage
Andirá  liegt auf dem Terceiro Planalto Paranaense (der Dritten oder Guarapuava-Hochebene von Paraná). Seine Fläche beträgt 236 km². Es liegt auf einer Höhe von 482 Metern.

### Vegetation
Das Biom von Andirá ist Mata Atlântica.

### Klima
In Andirá  herrscht tropisches Klima. Im Winter ist es in Andirá deutlich trockener als im Sommer. Die Klimaklassifikation nach Köppen und Geiger lautet Aw. Im Jahresdurchschnitt liegt die Temperatur bei 22,4 °C. Innerhalb eines Jahres gibt es 1339 mm Niederschlag.

### Gewässer
Andirá liegt zwischen Paranapanema im Norden und Rio das Cinzas im Süden. Der Paranapanema ist durch die Talsperre für das Wasserkraftwerk Canoas II aufgestaut.

### Straßen
Andirá liegt an folgenden Straßen:
- Rodovia BR-369 von Londrina nach Ourinhos
- Rodovia PR-517 von Andirá nach Itambaracá
- Rodovia PR-092 von Santo Antônio da Platina nach Palmital im Staat São Paulo

### Eisenbahn
- Linie von Ourinhos nach Cianorte der Rumo Logística[6]

### Nachbarmunizipien
|              | Palmital                                    |                 |
| Itambaracá   | Kompassrose, die auf Nachbargemeinden zeigt | Cambará         |
| Bandeirantes |                                             | Barra do Jacaré |

## Stadtverwaltung
Bürgermeisterin: Ione Elisabeth Alves Abib, PSD (2021–2024)
Vizebürgermeister: Valdemir Aparecido dos Santos, Podemos (2021–2024)

## Demografie

### Bevölkerungsentwicklung
| Jahr | Einwohner | Stadt | Land |
| ---- | --------- | ----- | ---- |
| 1950 | 18.581    | 15 %  | 85 % |
| 1960 | 14.930    | 30 %  | 70 % |
| 1970 | 20.146    | 51 %  | 49 % |
| 1980 | 17.644    | 77 %  | 23 % |
| 1991 | 19.584    | 87 %  | 13 % |
| 2000 | 21.663    | 92 %  | 8 %  |
| 2010 | 20.610    | 94 %  | 6 %  |
| 2022 | 19.878    |       |      |

Quelle: IBGE (2011) und Volkszählung 2022

### Ethnische Zusammensetzung
| Gruppe * | 1991    | 2000    | 2010    | wer sich als …                                                                   |
| --- | ------- | ------- | ------- | -------------------------------------------------------------------------------- |
| Weiße | 82,2 %  | 79,4 %  | 72,0 %  | weiß bezeichnet                                                                  |
| Schwarze | 1,4 %   | 2,8 %   | 3,7 %   | schwarz bezeichnet                                                               |
| Gelbe | 1,0 %   | 0,7 %   | 0,6 %   | von fernöstlicher Herkunft wie japanisch, chinesisch, koreanisch etc. bezeichnet |
| Braune | 15,2 %  | 16,9 %  | 23,6 %  | braun oder als Mischung aus mehreren Gruppen bezeichnet                          |
| Indigene | 0,4 %   | 0,0 %   | 0,1 %   | Ureinwohner oder Indio bezeichnet                                                |
| ohne Angabe | 0,0 %   | 0,2 %   | 0,0 %   |                                                                                  |
| Gesamt | 100,0 % | 100,0 % | 100,0 % |                                                                                  |
| *) Das IBGE verwendet für Volkszählungen ausschließlich diese fünf Gruppen. Es verzichtet bewusst auf Erläuterungen. Die Zugehörigkeit wird vom Einwohner selbst festgelegt. |         |         |         |                                                                                  |

Quelle: IBGE (Stand: 1991, 2000 und 2010)

## Wirtschaft
Den bei weitem größten Anteil an der Wirtschaftsleistung des Munizips hat der Dienstleistungssektor mit 75 %. Das Gewerbe trägt hauptsächlich mit den Branchen Textilien, Lebensmittel, Möbel und Saatgut 18 % zur Leistung bei. Nur noch 7 % macht die Landwirtschaft mit den wesentlichen Kulturen Zuckerrohr, Soja, Mais, Weizen, Banane und Fischzucht aus.

## Persönlichkeiten
- Edmílson Matias (* 1974), Fußballspieler